# Jean-Ulrich de Salis-Soglio
Pour les articles homonymes, voir Salis.
Jean-Ulrich de Salis-Soglio, né le 16 mars 1790 à Coire et mort le 17 avril 1874 dans la même ville, est un militaire suisse.

## Biographie
Descendant de la famille noble des Salis (originaires de Soglio, dans le canton des Grisons), il s'engage dès son jeune âge dans l'armée suisse où il est promu respectivement sous-officier d'état-major en 1809, officier en 1811, ordonnance en 1813 et 1814 avant de rejoindre le régiment suisse de l'armée néerlandaise en 1815 où il atteint le grade de colonel d'un régiment de cuirassiers en 1828.
Il retourne ensuite en Suisse en 1840 pour être nommé colonel d'état-major général en 1842. Adepte du conservatisme, il assiste avec inquiétude à la montée du libéralisme en Suisse. 
Licencié de l'armée en octobre 1844, il est nommé le 15 janvier 1847 général des armées du Sonderbund, coalition catholique de sept cantons suisses agraires. Bien que protestant lui-même, son conservatisme et son refus du libéralisme incarné par le Parti radical-démocratique alors au pouvoir au niveau confédéral expliquent son ralliement au Sonderbund.
Expressément interdite par la constitution de 1815, cette coalition est déclarée hors la loi par la Diète fédérale qui ordonne sa dissolution par les armes le 13 octobre 1847. Une guerre civile d'environ un mois, connue sous le nom de guerre du Sonderbund, s'ensuit, opposant les troupes fédérales commandées par le genevois Guillaume-Henri Dufour aux troupes de Salis-Soglio, secondé par Franz von Elgger et les colonels Philippe de Maillardoz (commandant les troupes fribourgeoises) et Guillaume de Kalbermatten (commandant les troupes valaisannes).
Malgré quelques succès mineurs initiaux (en particulier la prise du massif du Saint-Gothard), les défaites s'accumulent pour le Sonderbund qui voit la chute successive de Fribourg, puis de Lucerne. La bataille principale se déroule à Gisikon le 11 novembre 1847 et voit la victoire des confédérés et la reddition successive des cantons de Zoug, Schwytz, Unterwald, Uri, et enfin du Valais (le 1er décembre 1847), mettant également fin à la carrière militaire de Salis-Soglio.

## Sources
- (nl) Cet article est partiellement ou en totalité issu de l’article de Wikipédia en néerlandais intitulé « Johann Ulrich von Salis-Soglio » (voir la liste des auteurs).
- (de) Biographie